# Починки (Раменский район)

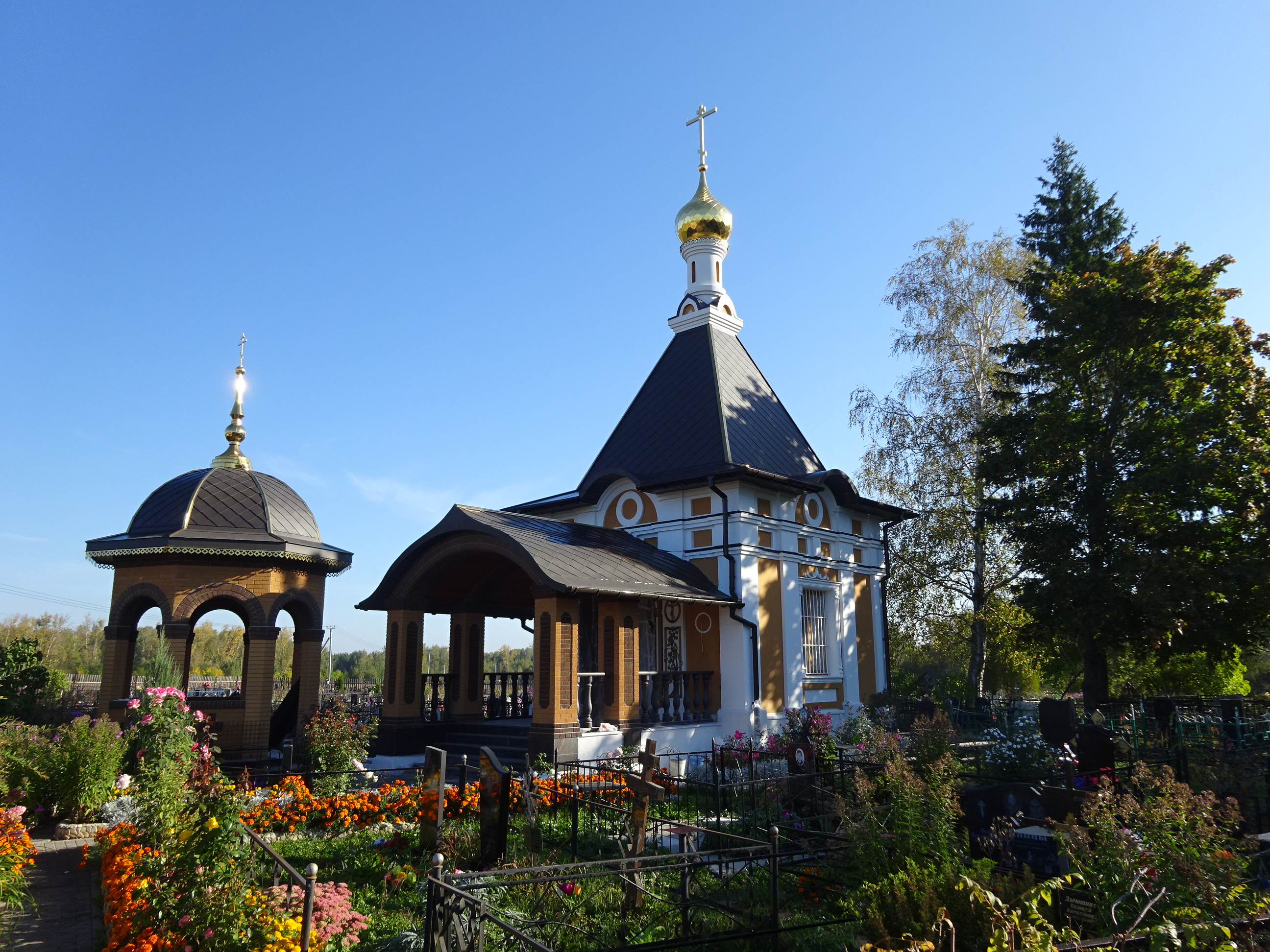
Часовня XIX века в Починках (восстановлена в 2014 году)

Почи́нки — деревня в Раменском муниципальном округе Московской области. Входит в состав сельское поселение Ганусовское. Население — 75 чел. (2010).

## Название
Название происходит от термина починок, обозначавший небольшое поселение.

## География
Деревня Починки расположена в юго-западной части Раменского муниципального округа, примерно в 20 км к юго-западу от города Раменское. Высота над уровнем моря 148 м. В 1,5 км от деревни протекает река Нищенка. К деревне приписано СНТ Починки. Ближайший населённый пункт — деревня Малышево.

## История
В 1926 году деревня являлась центром Починковского сельсовета Жирошкинской волости Бронницкого уезда Московской губернии.
С 1929 года — населённый пункт в составе Бронницкого района Коломенского округа Московской области. 3 июня 1959 года Бронницкий район был упразднён, деревня передана в Люберецкий район. С 1960 года в составе Раменского района.
До муниципальной реформы 2006 года деревня входила в состав Ганусовского сельского округа Раменского района.

## Население
| 1926 | 2002 | 2010 |
| ---- | ---- | ---- |
| 279  | ↘23  | ↗75  |

В 1926 году в деревне проживало 279 человек (106 мужчин, 173 женщины), насчитывалось 64 крестьянских хозяйства. По переписи 2002 года — 23 человека (9 мужчин, 14 женщин).